# マモル&Jilly
マモル&Jilly（マモルアンドジリー）は、それぞれ別々のオヤジバンドコンテストで全日本チャンピオンを獲得している飯塚まもるとJilly（江尻博之）からなる日本の音楽デュオである。

## 略歴
- 2015年　飯塚まもるが当時経営していた東京都墨田区の焼鳥店「マーモルズ」にて定期的に行っていた「飯塚まもるアコースティックライブ」にJillyがゲスト参加。居合わせた観客が2人のハーモニーを絶賛、継続的に活動して欲しいとの声を上げる。以降、たびたび「マーモルズ」にて二人のセッションが行われるようになる。
- 2017年　Jillyが経営している東京都江東区のライブバー「Jilly's Bar」（ジリーズバー）にて初の単独公演を開催。以降、「Jilly's Bar」を中心に定期的に公演を行っている。
- 2018年　東京都港区のライブハウス「新橋ZZ」や、千葉県茂原市の「Studio Clove」などでも公演を行う。
- 2019年　東京都大田区の「ジャングル居酒屋 きち」にて単独公演を行う。
- 2020年　東京都大田区の「ジャングル居酒屋 きち」にて二度目の単独公演。
- 2022年5月　千葉県茂原市の「music&dinner zigzag」にて単独公演。

## メンバー
マモル（飯塚まもる、東京都墨田区出身。1960年1月5日 - ）
- 1979年　吉幾三の付き人になる。
- 1993年　吉幾三により設立された吉プロモーション所属バンド「酔笑」（ヨイショ）に加入。
- 2010年　NHK主催のオヤジバンドコンテスト、「熱血!オヤジバトル」にて全国大会優勝。
- 2012年　『松本人志のコントMHK』に出演。
- 2020年現在、マモル&Jillyと並行して、ロックバンド『飯塚まもる&ザ マーモルズ（Vo.G 飯塚まもる/G アキシロ/B 松本純一/Key 椎名成人/Dr 神田豊）』としても活動中。

Jilly（江尻博之、東京都江東区出身。1954年3月19日 - ）
- 1976年　ヤマハ主催のアマチュアバンドコンテスト、EastWest全国大会にて「ベストボーカリスト」受賞。5人組バンドGROOVY（グルービー、Vo 江尻博之/G 栗原栄一/Dr 渡辺千早/B 伊地知敦/G 大山勝行）として出場。
- 1979年　フィリップス・レコードより『Tokyo深川セクシー･ボーイ／恋してるってホントウですか？』にてGROOVYとしてレコードデビュー。
- 1970年代後期～1980年代にかけ、「ヤングおー!おー!」、「カックラキン大放送!!」など、数々のテレビ番組に出演。
- 2007年　日刊スポーツ社主催のオヤジバンドコンテスト、「おやじバンドフェスティバル」にて全国大会優勝。
- 2020年現在、マモル&Jillyと並行して、ロックバンド『The Drop Traps（Vo Jilly/G ヨッシー西條/B 菅谷充孝/Dr 市岡誠一郎）』としても活動中。

## 特徴

### ライブ形式
- お互いのソロやバンドの楽曲を編曲したものを中心に披露する。
- マモルは主にアコースティック・ギター・カズーを、Jillyはハーモニカやカホンを演奏しながら歌う。
- 二人とも明るく喋り好きな性格であり、トークや掛け合いを楽しみにしているファンも多い。

### 主な楽曲
- Thank you ～乾杯～ 　2017年　作詞：菅原義弘　作曲：飯塚まもる
  - 二人のハーモニーが特徴的な楽曲。元々は飯塚まもるがソロで歌っており、2017年10月21日に飯塚がラジオいちはらFMの番組内「ミュージックサプリ」にゲスト出演の際には飯塚のソロバージョンが放送された。
- 60(アージュー)R&R　2019年　作詞・作曲 飯塚まもる
  - マモルの還暦祝いに作成された楽曲。ライブでの盛り上がりを想定して作成された軽快なナンバー。